# Naura Ayu
Naura Ayu, właśc. Adyla Rafa Naura Ayu (ur. 18 czerwca 2005 w Dżakarcie) – indonezyjska aktorka i piosenkarka.

## Życiorys
Jej matka Riafinola Ifani Sari, znana jako Nola, również jest piosenkarką.
W 2014 roku rozpoczęła karierę wokalistki dziecięcej, wraz z wydaniem jej pierwszego albumu studyjnego pt. Dongeng, który w 2015 roku zdobył nagrodę AMI (Anugerah Musik Indonesia) w kategorii najlepszy album dziecięcy. Artystka jako pierwsza w kraju piosenkarka dziecięca zdobyła potrójną platynę (stało się to za sprawą jej czwartego albumu, Katakanlah Cinta, który sprzedał się w nakładzie 500 tys. egzemplarzy).

## Dyskografia
Albumy studyjne
- Dongeng (2014)
- Langit yang Sama (2016)
- Katakanlah Cinta (2018)

Ścieżki dźwiękowe
- Ost. Naura & Genk Juara (2017)

Single
- „Untuk Tuhan” (2015)
- „Bully” (2016)
- „Katakanlah Cinta” (2018)
- „Sang Juara” (wraz z Zizi) (2018)
- „Selamanya Untukmu (#TemanNaura)” (2018)
- „Karena Kamu Artinya Cinta (Sentuhan Ibu)” (wraz z Nolą) (2018)
- „Aku Indonesia” (2018)
- „Harmoni” (wraz z Devano Danendrą) (2019)
- „Dikelilingi Cinta” (2020)
- „Kisah Kasih Sayang” (2021)
- „Jalan Tengah” (2021)
- „Menikmati Sedih” (2022)

## Filmografia
Filmy
| Rok  | Tytuł                                | Rola  | Uwagi | Przypis |
| ---- | ------------------------------------ | ----- | ----- | ------- |
| 2016 | Petualangan Singa Pemberani Atlantos | Bella | Głos  | [ 6 ]   |
| 2017 | Naura & Genk Juara                   | Naura |       | [ 7 ]   |
| 2019 | DoReMi & You                         | Putri |       | [ 8 ]   |

Seriale telewizyjne
| Rok  | Tytuł                                     | Rola  | Uwagi | Przypis |
| ---- | ----------------------------------------- | ----- | ----- | ------- |
| 2017 | The After School Adventures of Paddle Pop | Liona | Głos  | [ 9 ]   |

Seriale internetowe
| Rok  | Tytuł        | Rola          | Uwagi | Przypis |
| ---- | ------------ | ------------- | ----- | ------- |
| 2022 | My Nerd Girl | Fara Andrea   |       | [ 10 ]  |
| 2022 | My Nerd Girl | Fara Andreani |       | [ 10 ]  |

## Nagrody i nominacje
| Rok  | Typ                      | Nagroda                                                                            | Wynik     |
| ---- | ------------------------ | ---------------------------------------------------------------------------------- | --------- |
| 2015 | Anugerah Musik Indonesia | Najlepszy album dziecięcy (Dongeng)                                                | Wygrana   |
| 2016 | Anugerah Musik Indonesia | Najlepszy album dziecięcy (Langit yang Sama)                                       | Wygrana   |
| 2016 | Anugerah Musik Indonesia | Najlepsza solowa artystka dziecięca („Untuk Tuhan”)                                | Wygrana   |
| 2018 | Anugerah Musik Indonesia | Najlepszy solowy artysta dziecięcy („Berani Bermimpi”)                             | Wygrana   |
| 2019 | Anugerah Musik Indonesia | Najlepszy solowy artysta dziecięcy („Selamanya Untukmu”)                           | Wygrana   |
| 2019 | Anugerah Musik Indonesia | Najlepszy duet dziecięcy („Harmoni”) (feat. Devano Danendra)                       | Wygrana   |
| 2019 | Anugerah Musik Indonesia | Najlepszy duet dziecięcy („Karena Kamu Artinya Cinta (Sentuhan Ibu)”) (feat. Nola) | Nominacja |
| 2016 | Dahsyatnya Awards        | Terdahsyat Child Artist                                                            | Nominacja |
| 2017 | Dahsyatnya Awards        | Terdahsyat Child Artist                                                            | Nominacja |
| 2015 | Mom and Kids Awards      | Favorite Child Singer                                                              | Wygrana   |
| 2016 | Mom and Kids Awards      | Favorite Child Singer                                                              | Wygrana   |
| 2017 | Mom and Kids Awards      | Favorite Idol                                                                      | Wygrana   |
| 2017 | Mom and Kids Awards      | Anak Gemilang                                                                      | Wygrana   |
| 2018 | Mom and Kids Awards      | Favorite Idol                                                                      | Wygrana   |